# Ranheim Fotball 2017
Questa voce raccoglie le informazioni riguardanti il Ranheim Fotball nelle competizioni ufficiali della stagione 2017.

## Stagione
A seguito del 9º posto finale della precedente stagione, il Fredrikstad avrebbe affrontato il campionato di 1. divisjon 2017, oltre al Norgesmesterskapet. Il 20 dicembre è stato compilato il calendario del nuovo campionato, che alla 1ª giornata avrebbe visto la squadra ospitare lo Strømmen, nel weekend dell'1-2 aprile 2016.
Il 7 aprile è stato sorteggiato il primo turno del Norgesmesterskapet 2017: il Ranheim avrebbe fatto visita al Træff. Superato questo ostacolo, il Ranheim ha sconfitto poi lo Stjørdals-Blink, prima di essere eliminato dal Kristiansund al terzo turno della manifestazione.
Il 9 marzo 2017 è stato reso noto che la Ranheim Arena avrebbe cambiato il proprio nome, per motivi di sponsorizzazione, in EXTRA Arena.
Il Ranheim ha chiuso l'annata al 4º posto finale, centrando così una posizione utile per partecipare alle qualificazioni all'Eliteserien: superate Sandnes Ulf e Mjøndalen nei primi due turni, per avere poi la meglio nella finale contro il Sogndal, guadagnandosi così la promozione.

## Maglie e sponsor
Lo sponsor tecnico per la stagione 2017 è stato Umbro, mentre lo sponsor ufficiale è stato EiendomsMegler 1. La divisa casalinga era costituita da una maglietta blu con rifiniture bianche, pantaloncini bianchi e calzettoni blu. Quella da trasferta era invece costituita da una maglietta bianca, con pantaloncini blu e calzettoni bianchi.
| Casa | Trasferta |

## Rosa
| N. |                     | Ruolo | Calciatore              |
| -- | ------------------- | ----- | ----------------------- |
| 1  | Norvegia (bandiera) | P     | Even Barli              |
| 2  | Norvegia (bandiera) | D     | Christian Eggen Rismark |
| 3  | Norvegia (bandiera) | D     | Daniel Kvande           |
| 4  | Norvegia (bandiera) | D     | Karl Morten Eek         |
| 5  | Norvegia (bandiera) | A     | Joakim Solem            |
| 6  | Norvegia (bandiera) | C     | Magnus Blakstad         |
| 7  | Norvegia (bandiera) | C     | Mads Reginiussen        |
| 8  | Norvegia (bandiera) | C     | Simen Raaen Sandmæl     |
| 9  | Norvegia (bandiera) | C     | Torgil Øwre Gjertsen    |
| 10 | Norvegia (bandiera) | C     | Øyvind Storflor         |
| 11 | Norvegia (bandiera) | C     | Georg Flatgård          |
| 12 | Norvegia (bandiera) | P     | Magnus Lenes            |

| N. |                     | Ruolo | Calciatore         |
| -- | ------------------- | ----- | ------------------ |
| 13 | Norvegia (bandiera) | P     | Alexander Hovdevik |
| 14 | Norvegia (bandiera) | C     | Mats Lillebo       |
| 16 | Norvegia (bandiera) | C     | Kristoffer Løkberg |
| 17 | Norvegia (bandiera) | C     | Sondre Sørløkk     |
| 18 | Norvegia (bandiera) | D     | Andreas Søfteland  |
| 19 | Norvegia (bandiera) | C     | Andreas Rye        |
| 20 | Norvegia (bandiera) | A     | Kim Ove Riksvold   |
| 21 | Norvegia (bandiera) | C     | Jakob Tromsdal     |
| 22 | Norvegia (bandiera) | A     | Michael Karlsen    |
| 23 | Norvegia (bandiera) | D     | Aslak Fonn Witry   |
| 24 | Norvegia (bandiera) | C     | Aleksander Foosnæs |
| 25 | Norvegia (bandiera) | C     | Oskar Andreassen   |

## Calciomercato

### Sessione invernale(dal 01/01 al 31/03)
| Arrivi | Arrivi             | Arrivi          | Arrivi     |
| R.     | Nome               | da              | Modalità   |
| ------ | ------------------ | --------------- | ---------- |
| P      | Alexander Hovdevik | Kristiansund BK | definitivo |
| P      | Magnus Lenes       | Strindheim      | definitivo |
| C      | Mats Lillebo       | Stjørdals-Blink | definitivo |
| C      | Andreas Rye        | Strindheim      | definitivo |
| C      | Øyvind Storflor    |                 | svincolato |
| C      | Jakob Tromsdal     | Rosenborg       | definitivo |
| A      | Michael Karlsen    | Brattvåg        | definitivo |
| A      | Joakim Solem       | Nardo           | definitivo |

| Partenze | Partenze             | Partenze  | Partenze      |
| R.       | Nome                 | a         | Modalità      |
| -------- | -------------------- | --------- | ------------- |
| P        | Daniel Hagen         | Byåsen    | definitivo    |
| P        | Preben Øien          | Nardo     | prestito      |
| D        | Eirik Holmvik Malmo  |           | svincolato    |
| D        | Are Tronseth         |           | ritiro        |
| D        | Mats van der Weel    | Nardo     | definitivo    |
| C        | John Hou Sæter       | Rosenborg | fine prestito |
| A        | Kristian Rømo Skille |           | svincolato    |
| A        | Robert Stene         |           | svincolato    |

### Sessione estiva(dal 20/07 al 16/08)
| Arrivi | Arrivi            | Arrivi      | Arrivi     |
| R.     | Nome              | da          | Modalità   |
| ------ | ----------------- | ----------- | ---------- |
| D      | Andreas Søfteland | Sverresborg | definitivo |

| Partenze | Partenze             | Partenze        | Partenze   |
| R.       | Nome                 | a               | Modalità   |
| -------- | -------------------- | --------------- | ---------- |
| C        | Torgil Øwre Gjertsen | Kristiansund BK | definitivo |

## Risultati

### 1. divisjon

#### Girone di andata
| Arbitro: | Tennøy (Bergen) |

|             |           |  |
| Karlsen 46’ | Marcatori |  |

| Arbitro: | Hansen (Oslo) |

|          |           |                      |
| Toft 77’ | Marcatori | 31’, 50’ Reginiussen |

| Arbitro: | Haugen (Rælingen) |

|                               |           |          |
| Karlsen 45’ Øwre Gjertsen 69’ | Marcatori | 90’ Pepa |

| Kongsvinger 22 aprile 2017, ore 15:00 4ª giornata | Kongsvinger    | 0 – 0 referto | Ranheim | Gjemselund Stadion (1.339 spett.)\| Arbitro: \| Hauge (Bergen) \| |
| Arbitro:                                          | Hauge (Bergen) |               |         |                                                                   |

| Arbitro: | Aslam |

|                              |           |            |
| Øwre Gjertsen 5’ Karlsen 12’ | Marcatori | 56’ Manzon |

| Arbitro: | Haugen (Rælingen) |

|            |           |                    |
| Layouni 4’ | Marcatori | 90’ (rig.) Karlsen |

| Arbitro: | Gjermshus (Oslo) |

|                    |           |  |
| Karlsen 90’ (rig.) | Marcatori |  |

| Arbitro: | Borgersen (Oslo) |

|            |           |                  |
| Nyborg 24’ | Marcatori | 83’ (rig.) Sørmo |

| Arbitro: | Hansen (Oslo) |

|                 |           |  |
| Reginiussen 86’ | Marcatori |  |

| Arbitro: | Haugen (Rælingen) |

|                                 |           |                        |
| Dahl Abelsen 57’, 89’ Kjæve 80’ | Marcatori | 11’ Karlsen 16’ Kvande |

| Arbitro: | Amland (Bergen) |

|                        |           |           |
| Lillebo 3’ Rismark 14’ | Marcatori | 9’ Opseth |

| Sandnes 11 giugno 2017, ore 18:00 12ª giornata           | Sandnes Ulf | 2 – 0 referto | Ranheim | Sandnes Stadion (1.480 spett.) |
| \| \| \| \| \| Sellin 36’ Eriksen 78’ \| Marcatori \| \| |             |               |         |                                |
|                                                          |             |               |         |                                |
| Sellin 36’ Eriksen 78’                                   | Marcatori   |               |         |                                |

| Arbitro: | Jonsson Trædal (Oslo) |

|              |           |         |
| Tromsdal 78’ | Marcatori | 3’ Boye |

| Arbitro: | Hansen (Oslo) |

|  |           |             |
|  | Marcatori | 22’ Lillebo |

| Arbitro: | Aslam |

|  |           |                              |
|  | Marcatori | 34’ (rig.) Kupen 57’ S. Aase |

#### Girone di ritorno
| Arbitro: | Tennøy (Bergen) |

|                                  |           |                                  |
| Saltnes 16’ Olsen 77’ Osvold 90’ | Marcatori | 25’, 90’ Reginiussen 80’ Lillebo |

| Arbitro: | Haugen (Rælingen) |

|                                 |           |                |
| Løkberg 27’, 40’ Fonn Witry 71’ | Marcatori | 75’ V. Lysvoll |

| Arbitro: | Rafiq (Oslo) |

|           |           |                                               |
| Herrem 7’ | Marcatori | 27’ Riksvold 33’ (aut.) Austevoll 57’ Lillebo |

| Arbitro: | Gjermshus (Oslo) |

|                                              |           |                                                    |
| Blakstad 40’ Karlsen 81’ Troudart 89’ (aut.) | Marcatori | 1’ (aut.) Fonn Witry 12’, 74’ Solberg 62’ Sandberg |

| Arbitro: | Hansen (Oslo) |

|           |           |  |
| Kachi 27’ | Marcatori |  |

| Arbitro: | Følstad Skarsem (Trondheim) |

|                                                    |           |                  |
| Riksvold 7’, 26’ Rismark 21’ Lillebo 63’, 75’, 90’ | Marcatori | 74’ (rig.) Tønne |

| Arbitro: | Smehus Kringstad (Oslo) |

|                 |           |  |
| Reginiussen 14’ | Marcatori |  |

| Arbitro: | Rafiq (Oslo) |

|                                    |           |  |
| Fredriksen 55’ Boye 58’ Hellum 90’ | Marcatori |  |

| Arbitro: | Hansen Grøtta |

|                               |           |                         |
| Kvande 68’ Karlsen 81’ (rig.) | Marcatori | 24’ Songani 85’ Enkerud |

| Arbitro: | Haugen (Rælingen) |

|          |           |         |
| Hove 83’ | Marcatori | 80’ Rye |

| Arbitro: | Rafiq (Oslo) |

|  |           |             |
|  | Marcatori | 90’ Skartun |

| Arbitro: | Tennøy (Bergen) |

|                                          |           |                         |
| Vorthoren 35’, 45’ Lie Skålevik 56’, 68’ | Marcatori | 18’ Rye 21’ Reginiussen |

| Arbitro: | Jonsson Trædal (Oslo) |

|                     |           |                                       |
| Kapidžić 77’ (rig.) | Marcatori | 74’ Reginiussen 81’ (rig.) Fonn Witry |

| Arbitro: | Moen (Oslo) |

|                                            |           |                     |
| Foosnæs 20’ Karlsen 39’ (rig.) Lillebo 90’ | Marcatori | 80’ (rig.) Andersen |

| Arbitro: | Gjermshus (Oslo) |

|          |           |                      |
| Ness 19’ | Marcatori | 38’, 54’ Reginiussen |

### Qualificazioni all'Eliteserien
| Arbitro: | Kjensli (Oslo) |

|             |           |  |
| Lillebo 77’ | Marcatori |  |

| Arbitro: | Smehus Kringstad (Oslo) |

|                |           |                             |
| Pellegrino 60’ | Marcatori | 16’ Karlsen 80’ Reginiussen |

| Arbitro: | Hagen (Grue) |

|              |           |  |
| Rindarøy 52’ | Marcatori |  |

| Arbitro: | Hansen (Feda) |

|                                             |                      |                                         |
| Karlsen 87’ (rig.)                          | Marcatori            |                                         |
| Reginiussen Kvande Barli Fonn Witry Karlsen | Tiri di rigore 5 – 4 | Teniste Soltvedt Mandić Schulze Hovland |

### Norgesmesterskapet
| Molde 26 aprile 2017, ore 18:00 Primo turno                             | Træff     | 1 – 2 (d.t.s.) referto       | Ranheim | Reknesbanen (100 spett.) |
| \| \| \| \| \| Cisic 5’ \| Marcatori \| 36’ Sørmo 120’ Øwre Gjertsen \| |           |                              |         |                          |
|                                                                         |           |                              |         |                          |
| Cisic 5’                                                                | Marcatori | 36’ Sørmo 120’ Øwre Gjertsen |         |                          |

| Ranheim 24 maggio 2017, ore 18:00 Secondo turno                                            | Ranheim   | 3 – 1 referto      | Stjørdals-Blink | EXTRA Arena (270 spett.) |
| \| \| \| \| \| Riksvold 15’ Tromsdal 54’ Karlsen 65’ \| Marcatori \| 47’ Hopmark Stokke \| |           |                    |                 |                          |
|                                                                                            |           |                    |                 |                          |
| Riksvold 15’ Tromsdal 54’ Karlsen 65’                                                      | Marcatori | 47’ Hopmark Stokke |                 |                          |

| Arbitro: | Jonsson Trædal (Oslo) |

|  |           |                     |
|  | Marcatori | 49’ Mendy 52’ Bamba |

## Statistiche

### Statistiche di squadra
| Competizione          | Punti | In casa | In casa | In casa | In casa | In casa | In casa | In trasferta | In trasferta | In trasferta | In trasferta | In trasferta | In trasferta | Totale | Totale | Totale | Totale | Totale | Totale | DR  |
| Competizione          | Punti | G       | V       | N       | P       | Gf      | Gs      | G            | V            | N            | P            | Gf           | Gs           | G      | V      | N      | P      | Gf     | Gs     | DR  |
| --------------------- | ----- | ------- | ------- | ------- | ------- | ------- | ------- | ------------ | ------------ | ------------ | ------------ | ------------ | ------------ | ------ | ------ | ------ | ------ | ------ | ------ | --- |
| 1. divisjon           | 52    | 15      | 10      | 2       | 3       | 28      | 16      | 15           | 5            | 5            | 5            | 20           | 23           | 30     | 15     | 7      | 8      | 48     | 39     | +9  |
| Norgesmesterskapet    | -     | 2       | 1       | 0       | 1       | 3       | 3       | 1            | 1            | 0            | 0            | 2            | 1            | 3      | 2      | 0      | 1      | 5      | 4      | +1  |
| Qual. all'Eliteserien | -     | 2       | 2       | 0       | 0       | 2       | 0       | 2            | 1            | 0            | 1            | 2            | 2            | 4      | 3      | 0      | 1      | 4      | 2      | +2  |
| Totale                | -     | 19      | 13      | 2       | 4       | 33      | 19      | 18           | 7            | 5            | 6            | 24           | 26           | 37     | 20     | 7      | 10     | 57     | 45     | +12 |

### Andamento in campionato
| Giornata  | 1 | 2 | 3 | 4 | 5 | 6 | 7 | 8 | 9 | 10 | 11 | 12 | 13 | 14 | 15 | 16 | 17 | 18 | 19 | 20 | 21 | 22 | 23 | 24 | 25 | 26 | 27 | 28 | 29 | 30 |
| --------- | - | - | - | - | - | - | - | - | - | -- | -- | -- | -- | -- | -- | -- | -- | -- | -- | -- | -- | -- | -- | -- | -- | -- | -- | -- | -- | -- |
| Luogo     | C | T | C | T | C | T | C | T | C | T  | C  | T  | C  | T  | C  | T  | C  | T  | C  | T  | C  | C  | T  | C  | T  | C  | T  | T  | C  | T  |
| Risultato | V | V | V | N | V | N | V | N | V | P  | V  | P  | N  | V  | P  | N  | V  | V  | P  | P  | V  | V  | P  | N  | N  | P  | P  | V  | V  | V  |
| Posizione | 5 | 2 | 1 | 4 | 3 | 2 | 1 | 3 | 2 | 3  | 2  | 2  | 2  | 2  | 2  | 4  | 2  | 2  | 3  | 4  | 4  | 3  | 4  | 3  | 4  | 5  | 5  | 5  | 5  | 4  |

Fonte:  OBOS-ligaen 2017, su altomfotball.no, Altomfotball.
Legenda:

Luogo: C = Casa; T = Trasferta. Risultato: V = Vittoria; N = Pareggio; P = Sconfitta.

### Statistiche dei giocatori
| Giocatore        | 1. divisjon | 1. divisjon | 1. divisjon | 1. divisjon | Norgesmesterskapet | Norgesmesterskapet | Norgesmesterskapet | Norgesmesterskapet | Coppe europee | Coppe europee | Coppe europee | Coppe europee | Qual. all'Eliteserien | Qual. all'Eliteserien | Qual. all'Eliteserien | Qual. all'Eliteserien | Totale   | Totale | Totale      | Totale     |
| Giocatore        | Presenze    | Reti        | Ammonizioni | Espulsioni  | Presenze           | Reti               | Ammonizioni        | Espulsioni         | Presenze      | Reti          | Ammonizioni   | Espulsioni    | Presenze              | Reti                  | Ammonizioni           | Espulsioni            | Presenze | Reti   | Ammonizioni | Espulsioni |
| ---------------- | ----------- | ----------- | ----------- | ----------- | ------------------ | ------------------ | ------------------ | ------------------ | ------------- | ------------- | ------------- | ------------- | --------------------- | --------------------- | --------------------- | --------------------- | -------- | ------ | ----------- | ---------- |
| O. Andreassen    | 0           | 0           | 0           | 0           | 0                  | 0                  | 0                  | 0                  |               |               |               |               | 0                     | 0                     | 0                     | 0                     | 0        | 0      | 0           | 0          |
| E. Barli         | 30          | -39         | 0           | 0           | 3                  | -4                 | 0                  | 0                  |               |               |               |               | 4                     | -2                    | 0                     | 0                     | 37       | -45    | 0           | 0          |
| M. Blakstad      | 22          | 1           | 2           | 0           | 3                  | 0                  | 1                  | 0                  |               |               |               |               | 0                     | 0                     | 0                     | 0                     | 25       | 1      | 3           | 0          |
| K. Eek           | 16          | 0           | 0           | 0           | 3                  | 0                  | 0                  | 0                  |               |               |               |               | 2                     | 0                     | 0                     | 0                     | 21       | 0      | 0           | 0          |
| C. Eggen Rismark | 29          | 2           | 4           | 0           | 3                  | 0                  | 0                  | 0                  |               |               |               |               | 4                     | 0                     | 1                     | 0                     | 36       | 2      | 5           | 0          |
| G. Flatgård      | 1           | 0           | 0           | 0           | 0                  | 0                  | 0                  | 0                  |               |               |               |               | 0                     | 0                     | 0                     | 0                     | 1        | 0      | 0           | 0          |
| A. Fonn Witry    | 30          | 2           | 2           | 0           | 3                  | 0                  | 0                  | 0                  |               |               |               |               | 4                     | 0                     | 1                     | 0                     | 37       | 2      | 3           | 0          |
| A. Foosnæs       | 25          | 1           | 1           | 0           | 3                  | 0                  | 0                  | 0                  |               |               |               |               | 4                     | 0                     | 0                     | 0                     | 32       | 1      | 1           | 0          |
| A. Hovdevik      | 0           | -0          | 0           | 0           | 0                  | -0                 | 0                  | 0                  |               |               |               |               | 0                     | -0                    | 0                     | 0                     | 0        | 0      | 0           | 0          |
| M. Karlsen       | 26          | 9           | 4           | 0           | 3                  | 1                  | 0                  | 0                  |               |               |               |               | 4                     | 2                     | 1                     | 0                     | 33       | 12     | 5           | 0          |
| D. Kvande        | 29          | 2           | 2           | 1           | 1                  | 0                  | 0                  | 0                  |               |               |               |               | 4                     | 0                     | 0                     | 0                     | 34       | 2      | 2           | 1          |
| M. Lenes         | 0           | -0          | 0           | 0           | 0                  | -0                 | 0                  | 0                  |               |               |               |               | 0                     | -0                    | 0                     | 0                     | 0        | 0      | 0           | 0          |
| M. Lillebo       | 23          | 8           | 1           | 0           | 1                  | 0                  | 0                  | 0                  |               |               |               |               | 4                     | 1                     | 0                     | 0                     | 28       | 9      | 1           | 0          |
| K. Løkberg       | 25          | 2           | 8           | 0           | 1                  | 0                  | 0                  | 0                  |               |               |               |               | 4                     | 0                     | 2                     | 0                     | 30       | 2      | 10          | 0          |
| T. Øwre Gjertsen | 16          | 2           | 1           | 0           | 3                  | 1                  | 0                  | 0                  |               |               |               |               | -                     | -                     | -                     | -                     | 19       | 3      | 1           | 0          |
| S. Raaen Sandmæl | 11          | 0           | 1           | 0           | 0                  | 0                  | 0                  | 0                  |               |               |               |               | 0                     | 0                     | 0                     | 0                     | 11       | 0      | 1           | 0          |
| M. Reginiussen   | 29          | 10          | 1           | 0           | 3                  | 0                  | 1                  | 0                  |               |               |               |               | 4                     | 1                     | 0                     | 0                     | 36       | 11     | 2           | 0          |
| K. Riksvold      | 24          | 3           | 2           | 0           | 3                  | 2                  | 0                  | 0                  |               |               |               |               | 4                     | 0                     | 0                     | 0                     | 31       | 5      | 2           | 0          |
| A. Rye           | 14          | 2           | 0           | 0           | 2                  | 0                  | 0                  | 0                  |               |               |               |               | 4                     | 0                     | 0                     | 0                     | 20       | 2      | 0           | 0          |
| A. Søfteland     | 3           | 0           | 0           | 0           | -                  | -                  | -                  | -                  |               |               |               |               | 0                     | 0                     | 0                     | 0                     | 3        | 0      | 0           | 0          |
| J. Solem         | 3           | 0           | 0           | 0           | 1                  | 0                  | 0                  | 0                  |               |               |               |               | 0                     | 0                     | 0                     | 0                     | 4        | 0      | 0           | 0          |
| S. Sørløkk       | 21          | 0           | 1           | 0           | 2                  | 0                  | 0                  | 0                  |               |               |               |               | 4                     | 0                     | 1                     | 0                     | 27       | 0      | 2           | 0          |
| Ø. Storflor      | 23          | 0           | 1           | 0           | 1                  | 0                  | 0                  | 0                  |               |               |               |               | 4                     | 0                     | 0                     | 0                     | 28       | 0      | 1           | 0          |
| J. Tromsdal      | 17          | 1           | 2           | 0           | 3                  | 1                  | 1                  | 0                  |               |               |               |               | 2                     | 0                     | 0                     | 0                     | 22       | 2      | 3           | 0          |